# Житловий комплекс «Taryan Towers»
Житловий комплекс «Taryan Towers» — 35-поверховий трисекційний хмарочос у Києві. Дві з трьох секцій завершені в 2020 та 2023 роках, дві споруджені та введені в експлуатацію 2021 та 2023 рокку відповідно. Забудовники - «Познякижитлобуд» та «Taryan Group».

## Історія будівництва
Землю під будівництва житлового комплексу Київська міська рада надала товариству «Познякижилбуд» рішенням від 15 грудня 2011 року. Земляні роботи з будівництва комплексу розпочались у листопаді 2012 року, в їх процесі проект комплексу неодноразово змінювався.
У грудні 2016 було отримано дозвіл на початок будівельних робіт, у вересні 2017 року був збудований перший поверх.
Протягом 2019—2020 забудовник судився з Міністерством культури України, яке мало претензії щодо забудови в історичному ареалі Києва. Компанії Артура Мхітаряна виграли справи в усіх інстанціях від Окружного адміністративного суду Києва (квітень 2019) до Верховного суду України (квітень 2020).
Станом на січень 2020 року було збудовано в першій секції 34 поверхи, а в другій — 5.
2 вересня 2020 на 34-му поверсі першої черги сталася пожежа. Полум'я охопило 15 м² площі, до його гасіння було залучено 18 осіб та 4 одиниці техніки. Пожежа була швидко локалізована.
У вересні 2020 році завершено будівництво першої черги, станом на березень 2021 тривають оздоблювальні роботи.
Здача в експлуатацію другої черги запланована на четвертий квартал 2021 року, третьої — на четвертий квартал 2023

## Архітектурні особливості
Автором проєкту житлового комплексу є британський архітектор Джон Доуз (англ. John Dawes), архітектурний стиль — футуризм. Комплекс будується за монолітно-каркасною технологією з залізобетону, міжквартирні перегородки цегляні, а фасади будинків суцільно скляні.
Три симетричні будинки комплексу нараховуватимуть 35 рівнів. Нижні поверхи трьох секцій планується об'єднати стилобатом з торговельно-розважальним комплексом, до 31 поверху комплекс буде жилим, а вище дахи будуть сполучені двома пішохідними мостами.
Загалом у комплексі передбачено 574 квартири та підземний паркінг на 670 місць.